# Dicranomyia corallina
Dicranomyia corallina är en tvåvingeart som först beskrevs av Alexander 1938.  Dicranomyia corallina ingår i släktet Dicranomyia och familjen småharkrankar.
Artens utbredningsområde är Ecuador. Inga underarter finns listade i Catalogue of Life.